# 田中澄子
田中 澄子（たなか すみこ、1964年6月7日 - ）は、日本の元女優。本名、伊野口 澄子（旧姓の本名は芸名と同じ）。
愛知県名古屋市出身。ジャパンアクションクラブ（現、ジャパンアクションエンタープライズ）に所属していた。既婚。

## 来歴・人物
高校1年生の時に映画『忍者武芸帖 百地三太夫』を観て真田広之のファンになり、自分もアクションの演技がしたいという思いが強くなって、名古屋から上京し、1981年3月にジャパンアクションクラブのオーディションを受け合格。渡洋史・矢島由紀・森永奈緒美らと同じ12期生として入会するが、当時田中は高校生だったため、社長の千葉真一から「ちゃんと学校を卒業してから上京してきなさい」と言われ、それまでは夏と冬に行われていた合宿に参加するのみであった。
女優になることに両親は反対したが、学業と両立させることを条件に1983年に栄養士の資格を取得するため再上京し、東京文化短期大学家政学部に入学。短大に入学してからは、1〜2期下の後輩と一緒に練習をすることが多く、キャリアも実力も他の同期生とかなりの差がついてしまっていたという。
『宇宙刑事シャリバン』にゲスト出演後、降板した矢島由紀の後任として1984年の『超電子バイオマン』に、2代目イエローフォー・矢吹ジュン役で出演。講談社『超世紀全戦隊大全集』での太田直人のインタビューでは、彼がオーディションで相手役を務めており、3人候補がいた中で田中がとても礼儀正しく、一番印象が良かったと答えている。
短大を1年間休学し最後まで演じきったが、演技・アクション・スタントすべてにおいて未経験の状態で撮影が行われ、アクションやアーチェリーのシーンではNGを連発。また阪本・矢島と違い自動二輪の免許を取得していなかったため、バイクの運転シーンはすべて牽引だったという。途中から服装と髪型が変わった理由は「スカートでアクションをやったり、バイクに乗るのが嫌だったから」とのこと。
その後は藤竜也主宰のスタントチームに入り、ドラマ『許せない結婚』では女優の吹き替えスタントおよび藤演じる主人公のスタントマンのチームのメンバー役や、テレビドラマに端役で出演していたが、1987年『超人機メタルダー』のゲスト出演を最後に芸能界を引退。
趣味は、料理、硬式テニス。特技は、クラシックバレエ。夫は元JACブラザーズの伊野口和也で、一児あり。また、スーパー戦隊シリーズOGである『超電子バイオマン』桂木ひかる/ピンクファイブ役の牧野美千子、『電撃戦隊チェンジマン』翼麻衣/チェンジフェニックス役の大石麻衣、『光戦隊マスクマン』ハルカ/イエローマスク役の永田由紀と共に特撮美熟女部として活動している。

## 出演

### テレビドラマ
- 宇宙刑事シャリバン 第44話（1983年、ANB） - 女子大生
- スーパー戦隊シリーズ
  - 超電子バイオマン 第11〜51話（1984年 - 1985年、ANB） - 矢吹ジュン / イエローフォー
  - 快盗戦隊ルパンレンジャーVS警察戦隊パトレンジャー 最終話（2019年2月10日、ANB）
- 許せない結婚 （1985年、TBS） - 三香代（スタントチームメンバー）
- 月曜ドラマランド「仮面の忍者 赤影」（1985年、CX） - おぼろ
- うちの子にかぎって…2 第5話（1986年、TBS） - 女子大生
- 松田聖子のスイートメモリーズ（1987年、TBS）
- 超人機メタルダー 第25・26話（1987年、ANB） - リサ

### 映画
- 劇場版 超電子バイオマン（1984年） - 矢吹ジュン / イエローフォー[注釈 2]
- みんなあげちゃう（1985年、にっかつ） - 忍者・桃影

### 舞台
- スタントマン 愛の物語（1986年、JAC）
- アドベンチャー 青春の出発（1986年、JAC）